# Борундара
Городская территория Борундара (англ. The City of Boroondara) — район местного самоуправления в штате Виктория, Австралия, расположенный в восточном пригороде Мельбурна. Занимает территорию 60 квадратных километров. По переписи 2006 года население Борундары составляло 154 450 человек.
В 2008 году Борундара заняла девятое место из 590 австралийских районов местного самоуправления по индексу качества жизни банка БанкВест[значимость факта?].

## Этимология названия
Слово Бурундара происходит из языка группы племён Вурунджери и означает «там, где земля густо затенена», что связано с обилием деревьев на данной территории во время образования здесь первого административного округа.[стиль]

## История
Первыми европейцами, поселившимися на этой территории в 1837 году, был Джон Гардинер с семьёй. В 1837 году Роберт Ходдл провёл опрос жителей и провозгласил создание округа Борундара. Первым органом местного самоуправления стал совет округа Борундара, сформированный 11 июля 1854 года и управлявший территориями, впоследствии выделились в городскую территорию Хавторн, городскую территорию Кью и городскую территорию Кэмбервелл. Хавторн и Кью были созданы как отдельные муниципальные образования в 1860 году. Оставшаяся территория Совета 17 ноября 1871 года стала графством Борундара, а позднее городской территорией Кэмбервелл. 15 декабря 1994 года эти три территории были объединены во вновь созданной городской территории Борундара.

## Здание совета
Здание совета в районе Кэмбервелл подверглось реконструкции стоимостью 20 миллионов долларов. Исторический фасад, выходящий на шоссе Кэбервелл остался в основном неизменным, тогда как главный вход, выходящий на шоссе Инглесбай был обновлен. Реконструкция была закончена в феврале 2010 года.

## Инфраструктура

### Библиотеки
В Борундаре имеется 5 библиотек, расположенных в районах Кэмбервелл, Эшбёртон, Бэлвин, Кью и Хавторн.

### Школы
Среди частных школ Борундары Колледж Ксавьер, Методистский женский колледж, Школа грамматики Кэмбервелл, Школа грамматики Тринити, Школа для девочек Райтон, Баптистская школа грамматики Кэри, Шотландский колледж, Школа для девочек Финтона, Колледж Дженаззано и Прешил. Также имеются католические школы, например Приходская школа Святого Михаила и Школа Святого Беде, и большое количество государственных школ, например Средний колледж для девочек Кентербери, Старшая школа Балвин, Старшая школа Кью и Старшая школа Кэмбервелл.

### Общественный транспорт
Через территорию Борундары проходят 3 железнодорожные линии, 9 трамвайных и 30 автобусных маршрутов, один маршрут комфортабельного автобуса СмартБас и два ночных автобусных маршрута.

## Культура и искусство
В Борундаре ежегодно проводится конкурс Эйстеддфод для музыкантов и вокалистов различного уровня, от учеников начальной школы до опытных виртуозов. С апреля по июнь проводятся более 50 концертов, по итогам которых распределяется более 150 призов в различных номинациях, включая вокал, фортепиано, струнные, деревянные и медные духовые инструменты, гитара, хоры и камерные ансамбли.
Литературная премия Борундары ежегодно вручается в двух категориях: короткий рассказ (национальная премия для взрослых авторов со специальной премией для жителей Борундары) и молодые писатели (секции прозы и поэзии для учащихся 7-9 и 10-12 классов средних школ).
В Борундаре проводится ряд местных фестивалей:
- Фестиваль Эшбёртон в последнее воскресенье февраля;
- Фестиваль Бёрвуд Вилладж в мае;
- Фестиваль Гленферри Роад в апреле;
- Фестиваль общины Кью в марте, проходящий в течение 10 дней и сопровождающийся историческими постановками, художественными выставками, уличными парадами и завершающийся заключительным концертом и фейерверком;
- Предрождественская ярмарка Мэйлинг Роад Кристкиндл в первую пятницу декабря;
- Музыкальный фестиваль Сёррей Хиллс.

Художественная галерея Таун Холл проводит до 14 выставок в год, а также обладает собственной коллекцией, в которой наряду с произведениями искусства собраны исторические предметы и реликвии, связанные с функционированием местных органов власти.

## Достопримечательности
В Борундаре расположен ряд объектов исторического значения:
- Поселение аборигенов.
- Чёрный мост — остатки[стиль] железнодорожного моста через Гардинерс Крик. Движение по данному участку внешней кольцевой железной дороги было открыто 30 мая 1890 года и закрыто в декабре 1895 года. Мост был разобран в начале Второй мировой войны и продан по цене древесины за 500 фунтов. Сохранились остатки[стиль] деревянного пилона на северном берегу Гардинерс Крик.
- Гардинерс Крик — природный ландшафт по берегам ручья и место обитания водоплавающих птиц.
- Мост на шоссе Туронга — построен в 1930-х годах через Гардинерс Крик.

## Зоны отдыха
На территории Борундары имеется 209 парков и 13 общественных садов, занимающих в общей сложности 440 гектаров. В этих парках расположено 18-луночное поле для гольфа, 38 спортивных площадок, 102 игровые площадки и 57 игровых зон.
Сады Мараноа — одни из старейших ботанических садов Австралии. История садов началась в 1901 году, когда Джон Ватсон приобрёл 3,5 акра земли и начал посадку разнообразных австралийских и новозеландских деревьев и кустарников, что было необычно для того времени, поскольку ландшафтный дизайн полностью ориентировался на европейские тренды. Муниципалитет приобрёл сады в 1920 году и продолжил практику разведения местных растений. В 1926 году сады были открыты для публики. В 1962 году территория садов была удвоена.

## Спорт
В Борундаре функционирует более 160 спортивных клубов по 23 видам спорта. Эти клубы используют 56 спортивных площадок, предназначенных для различных видов спорта от лёгкой атлетики, футбола и крикета до тренировки собак. Ещё 46 сооружений используется для игры в баскетбол, крикет, хоккей, кегли, нетбол, петанг, теннис, а также для гребли и тяжёлой атлетики.

## Районы Борундары
- Эшбёртон
- Бэлвин
- Северный Бэлвин
- Кэмбервелл
- Кентербери
- Глен Айрис — частично
- Хавторн
- Восточный Хавторн
- Кью
- Восточный Кью
- Монт Альберт — частично
- Сьюррей Хиллс — частично